# HETE-2
HETE-2 (z ang. High-Energy Transient Explorer 2) − orbitalny detektor wybuchów promieniowania gamma należący do programu Explorer.
HETE-2 został wyniesiony przez rakietę nośną Pegasus odpaloną 9 października 2000 o godzinie 05:38 UTC nad środkowym Pacyfikiem. Rakieta nośna wystartowała po opuszczeniu jej ze specjalnie przystosowanego samolotu Lockheed L-1011 Stargazer. Po wejściu na kołową orbitę nad równikiem Ziemi, satelita wysyła dane na Ziemię do zespołu pracującego w MIT. Satelita HETE-2 zastąpił podobnego satelitę utraconego podczas nieudanego startu rakiety nośnej w 1996 roku. Na pokładzie HETE-2 umieszczono detektor umożliwiający wykrywanie wybuchów promieniowania gamma oraz przyrządy do precyzyjnych obserwacji optycznych i w ultrafiolecie tajemniczych wybuchów energii w dalekiej przestrzeni kosmicznej.
21 września 2001 roku HETE-2 wykrył wybuch promieniowania gamma, który otrzymał oznaczenie GRB 010921. Rozbłysk nastąpił w gwiazdozbiorze Jaszczurki (Lacerta) w odległości pięciu miliardów lat świetlnych od Ziemi. Rozbłyski takie jak ten, mogą mieć miejsce nawet dwukrotnie dalej. Rozbłysk może być efektem eksplozji masywnych gwiazd, scalania gwiazd neutronowych i czarnych dziur, lub obu tych możliwości naraz.